# Tập đoàn Hoành Điếm
Tập đoàn Hoành Điếm (tiếng Trung: 横店集团), viết tắt là HG, là một tập đoàn tư nhân của Trung Quốc do  Hứa Văn Vinh thành lập năm 1975 tại Hoành Điếm, Chiết Giang. Tập đoàn chuyên về các lĩnh vực điện và điện tử, dược phẩm và hóa chất, phim ảnh và giải trí, và các dịch vụ hiện đại. Kể từ năm 1996, tập đoàn đã điều hành phim trường Hoành Điếm.